# Grünbach (Austria)
Grünbach è un comune austriaco di 1 887 abitanti nel distretto di Freistadt, in Alta Austria.